# Maurice Raizman
Maurice Raizman (nascut Miron Raizman) (Bendery, 26 de febrer de 1905 - París, 1 d'abril de 1974) fou un enginyer de la RATP i un mestre d'escacs francès, sis cops Campió de França.

## Biografia i resultats destacats en competició
Nascut dins una família jueva de Bendery (llavors a l'Imperi Rus, després a Romania en el moment en què va deixar el país, i actualment Tighina a Moldàvia), va emigrar a França. Fou sis cops campió de França d'escacs, els anys 1932, 1936, 1946, 1947, 1951 i 1952) i Campió de París el 1938.
Va compartir el primer lloc amb Victor Kahn al 16è Campionat d'escacs de París el 1934, i empatà als llocs 1r-2n amb Aristide Gromer al 17è Campionat de França d'escacs, a Niça, el 1938. Fou segon, rere Stepan Popel, al Campionat de París de 1953.

### Participació en competicions per equips
Raizman va jugar, representant França, en quatre olimpíades d'escacs:
- El 1935, al primer tauler suplent, a la 6a Olimpíada d'escacs a Varsòvia (+4 -4 = 8);
- El 1954, al segon tauler a l'11a Olimpíada d'escacs a Amsterdam (+5 -6 = 5);
- El 1958, al primer tauler a la 13a Olimpíada d'escacs a Múnic (+1 -7 = 5);
- El 1972, al primer tauler suplent la 20a Olimpíada d'escacs a Skopje (+8 -1 = 1).[8]

## Partida notable
Savielly Tartakower - Maurice Raizman, Hastings, 1946
1. e4 c5 2. Ce2 Cc6 3. d4 cxd4 4. Cxd4 Cf6 5. Cc3 d6 6. Ae2 e6 7. 0-0 Ae7 8. Rh1 a6 9. f4 Dc7 10. f5 0-0 11. Ag5 Ce5 12. De1 b5 13. a3 Cc4 14. b3 Ce5 15. Td1 Ad7 16. Cf3 Tac8 17. Cxe5 dxe5 18. Tf3 Tfd8! 19. Dh4? (19. Tfd3) 19...exf5 20. Th3? (20. Axf6) 20...h6 21. Axh6 Cxe4 22. Dxe7? (22. Ag5) 22...Cf2+! 23. Rg1 Cxh3+ 24. gxh3 Dd6+!! 25. Rg2 Dxh6! 26. Txd7? (26. Cd5) 26...Txd7? (26...Dc6+!) 27. Dxd7 Dg6+ (27...Txc3!) 28. Rf1 Txc3 29. De8+ Rh7 30. Dxe5 Txc2 31. Df4 Tb2 32. Df3 Tb1+ 33. Ad1 (33. Rf2?? Dg1#) 33...Df6 34. Dd3 Tc1 35. a4 g6 36. axb5 axb5 37. Re2? (37. Dd5) 37...De5+ 38. Rd2?? (38. Rf1) 38...Df4+ (38... Tc6!) 39. Re1 Dxh2 40. Dd5 Dc7 41. Dxb5? (41. Rf1!) Dc3+ 42. Re2 Dd4 (42...Tb1!) 43. Dd3 Dxd3+ 43. Rxd3 Txd1+ 0-1.